# Monte Santo di Lussari

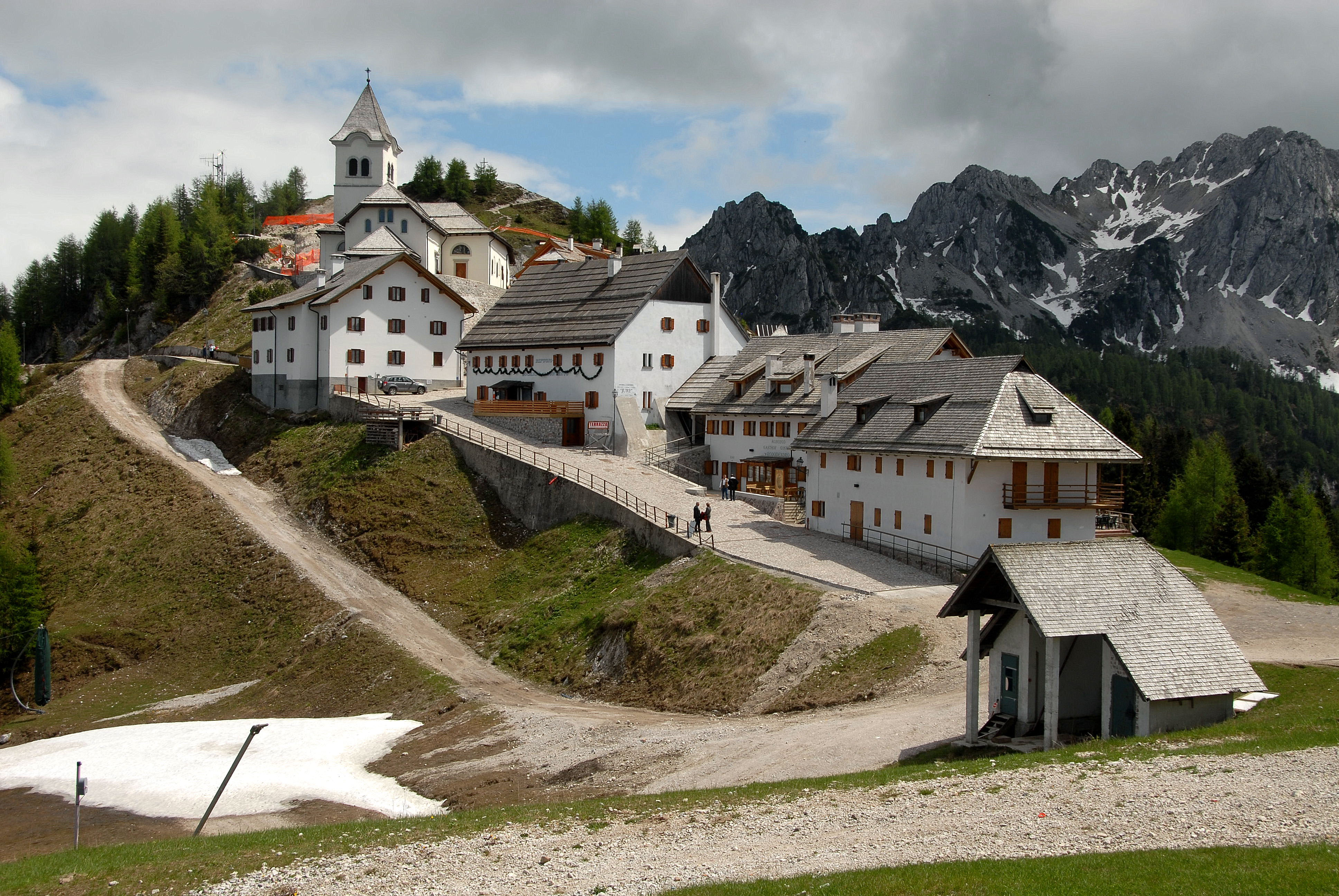
Monte Santo di Lussari

Monte Santo di Lussari (Sloveens: Svete Višarje; Duits: Luschariberg) is een klein bedevaartsoord op de gelijknamige berg (1790m) in de westelijke Julische Alpen. Monte Santo di Lussari ligt in Val Canale, ongeveer 2,5 uur gaans ten zuiden van het dorp Camporosso (Sloveens: Žabnice; Duits: Saifnitz). Het dorpje behoort tot het gebied in Val Canale waar nog overwegend Sloveens werd gesproken, het Italiaans deed eerst zijn intrede in 1918. Aan de stichting van de kerk van de Moeder Gods lag de legendarische vondst van een wonderbaarlijk Mariabeeld in 1360 ten grondslag. Monte Santo di Lussari behoorde tot in de 19e eeuw tot de belangrijkste bedevaartsplaatsen van de Slovenen, tot in de huidige tijd worden missen overwegend in het Sloveens gelezen. In 1848 werd de Sloveense priester Matija Majar uit Wittenig (Sloveens: Vitenče) bij Hermagor (Sloveens: Šmohor) wegens zijn nationalistische activiteiten overgeplaatst van Klagenfurt naar Monte Santo di Lussari.
De kerk is herhaaldelijk herbouwd, laatstelijk na granaatinslagen tijdens de Eerste Wereldoorlog. De muurschilderingen in de kerk zijn van de Sloveense schilder Tone Kralj. Het retraitehuis van Monte Santo di Lussari is vernoemd naar de controversiële Sloveense politicus en theoloog Lambert Ehrlich.   